# Monte Waddington
Il Monte Waddington è la più alta vetta della Waddington Range, gruppo appartenente alla catena montuosa delle Montagne Costiere, localizzate nella regione Sud della provincia canadese della Columbia Britannica. Ha un'altezza di 4.019 metri sul livello del mare. La prima scalata venne eseguita nel 1936 ad opera di Fritz Wiessner e William House.